# 일라이 (가수)
일라이(본명: Ellison Kim , 김경재, 1991년 3월 13일 ~ )는 미국인 이자 한국의 한식 총괄팀장이다. 2023년 유키스 데뷔 15주년을 맞이하여 15주년 앨범에 재합류하여 활동 중에 있다.

## 작품

### 텔레비전 프로그램
- 《아이돌 유나이티드》 (2010) - 고정 출연
- 《K-POP 테이스티 로드》 (2012) - 고정 진행
- 《자기야 백년손님》(2016)
- 《살림하는 남자들》 (2016-2017) - 고정 출연
- 《맛있는 토요일 밥 한번 먹자》 (2017) - 고정 출연

### 텔레비전 드라마
- 《같은 태양아래 지평선》 (2010)
- 《레알스쿨》 (2011) - 일라이 역
- 《멘탈사수》 (2014) - 일라이 역